# Campionati europei di bob 2013
I Campionati europei di bob 2013, quarantasettesima edizione della manifestazione organizzata dalla Federazione Internazionale di Bob e Skeleton, si sono disputati dal 18 al 20 gennaio 2013 a Igls, in Austria, sulla Kunsteisbahn Bob-Rodel Igls, il tracciato sul quale si svolsero le competizioni del bob e dello slittino ai Giochi di Innsbruck 1976 e le rassegne continentali del 1978, del 1981, del 1984, del 1986, del 1990, del 1998 (soltanto nelle specialità maschili) e del 2010 (anche in quella femminile). Nella località tirolese si erano tuttavia già tenute le gare di slittino e di bob ai Giochi di Innsbruck 1964 e le manifestazioni europee del 1967 (in entrambe le specialità maschili) e del 1971 (solo nel bob a quattro) ma sul vecchio tracciato non più utilizzato dal 1973, allorché venne costruita la pista odierna. Igls ha quindi ospitato le competizioni continentali per la nona volta nel bob a due uomini, per la decima nel bob a quattro e per la seconda nel bob a due donne.
Anche questa edizione si è svolta con la modalità della "gara nella gara", contestualmente all'ottava e penultima tappa della Coppa del Mondo 2012/13 e ai campionati europei di skeleton 2013.

## Risultati

### Bob a due uomini
La gara si è svolta il 19 gennaio 2013 nell'arco di due manches ed hanno preso parte alla competizione 22 compagini in rappresentanza di 15 differenti nazioni.
| Pos. | Atleti                              | Nazione    | Tempo   | Distacco |
| ---- | ----------------------------------- | ---------- | ------- | -------- |
|      | Beat Hefti Thomas Lamparter         | Svizzera-1 | 1:45.04 |          |
|      | Thomas Florschütz Kevin Kuske       | Germania-1 | 1:45.14 | +0.10    |
|      | Francesco Friedrich Jannis Bäcker   | Germania-2 | 1:45.16 | +0.12    |
| 4    | Oskars Melbārdis Daumants Dreiškens | Lettonia-1 | 1:45.41 | +0.37    |
| 5    | Aleksandr Zubkov Dmitrij Trunenkov  | Russia-1   | 1:45.70 | +0.66    |
| 6    | Simone Bertazzo Francesco Costa     | Italia-1   | 1:46.10 | +1.06    |
| 7    | Aleksandr Kas'janov Maksim Belugin  | Russia-2   | 1:46.12 | +1.09    |
| 8    | Manuel Machata Alex Mann            | Germania-3 | 1:46.21 | +1.17    |
| 9    | Rico Peter Simon Friedli            | Svizzera-2 | 1:46.35 | +1.31    |
| 10   | Loïc Costerg Romain Heinrich        | Francia-1  | 1:46.36 | +1.32    |
| 10   | Aleksej Stul'nev Aleksej Puškarëv   | Russia-3   | 1'46.36 | +1.32    |

### Bob a quattro
La gara si è svolta il 20 gennaio 2013 nell'arco di due manches ed hanno preso parte alla competizione 21 compagini in rappresentanza di 15 differenti nazioni.
| Pos. | Atleti                                                                | Nazione       | Tempo   | Distacco |
| ---- | --------------------------------------------------------------------- | ------------- | ------- | -------- |
|      | Maximilian Arndt Marko Hübenbecker Alexander Rödiger Martin Putze     | Germania-1    | 1:43.33 |          |
|      | Beat Hefti Alex Baumann Thomas Lamparter Jürg Egger                   | Svizzera-1    | 1:43.49 | +0.16    |
|      | Thomas Florschütz Andreas Bredau Kevin Kuske Thomas Blaschek          | Germania-2    | 1:43.51 | +0.18    |
| 4    | Aleksandr Zubkov Aleksej Negodajlo Dmitrij Trunenkov Maksim Mokrousov | Russia-1      | 1:43.66 | +0.33    |
| 5    | Oskars Melbārdis Daumants Dreiškens Arvis Vilkaste Intars Dambis      | Lettonia-1    | 1:43.83 | +0.50    |
| 6    | Manuel Machata Jannis Bäcker Jan Speer Christian Poser                | Germania-3    | 1:43.89 | +0.56    |
| 6    | John James Jackson Stuart Benson Bruce Tasker Joel Fearon             | Regno Unito-1 | 1:43.89 | +0.56    |
| 8    | Dmitrij Abramovič Aleksej Puškarëv Dmitrij Stëpuškin Aleksej Voevoda  | Russia-3      | 1:43.97 | +0.64    |
| 9    | Oskars Ķibermanis Helvijs Lūsis Raivis Broks Jānis Strenga            | Lettonia-2    | 1:43.98 | +0.65    |
| 10   | Vuk Rađenović Uroš Stegel Nikola Milinković Damjan Zlatanar           | Serbia-1      | 1:44.24 | +0.91    |

### Bob a due donne
La gara si è svolta il 18 gennaio 2013 nell'arco di due manches ed hanno preso parte alla competizione 14 compagini in rappresentanza di 8 differenti nazioni..
| Pos. | Atlete                                 | Nazione       | Tempo   | Distacco |
| ---- | -------------------------------------- | ------------- | ------- | -------- |
|      | Sandra Kiriasis Franziska Bertels      | Germania-1    | 1:48.65 |          |
|      | Anja Schneiderheinze Lisette Thöne     | Germania-3    | 1:48.86 | +0.21    |
|      | Cathleen Martini Stephanie Schneider   | Germania-2    | 1:49.27 | +0.62    |
| 4    | Paula Walker Gillian Cooke             | Regno Unito-1 | 1:49.37 | +0.72    |
| 5    | Esme Kamphuis Judith Vis               | Paesi Bassi-1 | 1:49.46 | +0.81    |
| 6    | Christina Hengster Inga Versen         | Austria-1     | 1:49.58 | +0.93    |
| 7    | Fabienne Meyer Ariane Walser           | Svizzera-1    | 1:49.64 | +0.99    |
| 8    | Ol'ga Stul'neva Margarita Ismajlova    | Russia-1      | 1:49.82 | +1.17    |
| 9    | Caroline Spahni Michelle Huwiler       | Svizzera-2    | 1:50.28 | +1.63    |
| 10   | Anastasija Tambovceva Nadežda Sergeeva | Russia-2      | 1:50.31 | +1.66    |

## Medagliere
| Posizione | Paese    | Oro | Argento | Bronzo | Totale |
| --------- | -------- | --- | ------- | ------ | ------ |
| 1         | Germania | 2   | 2       | 3      | 7      |
| 2         | Svizzera | 1   | 1       | 0      | 2      |
| Totale    | Totale   | 3   | 3       | 3      | 9      |